# Илияс Кундурас
Илияс Кундурас, известен като капитан Фармакис (на гръцки: Ηλίας Κούντουρας, Καπετάν Φαρμάκης), е гръцки революционер, деец на Гръцката въоръжена пропаганда в Македония от началото на XX век.

## Биография
Роден е в голямата гръцко-влашка македонска паланка Влашка Блаца, тогава в Османската империя. Учи право в Атинския университет. В 1905 година прекъсва следването си и се присъединява се към гръцката пропаганда. Става четник при Петрос Манос, с когото действа в Мурик. През август 1905 година застава начело на собствена чета, свързана с капитан Константинос Дограс. Приема името Фармакис в чест на своя съселянин Йоанис Фармакис, участник в Гръцката война за независимост. На 15 август се сражава във Вич над Българска Блаца с българска чета. През зимата на 1906 - 1907 година е заместник-капитан в четата на Григорис Фалиреас, която действа в Костенарията. Действа заедно с Аристидис Маргаритис и капитан Георгиос Манолис, както и Георгиос Катехакис и Емануил Сотириадис. Води петчасово сражение с турци при „Свети Пантелеймон“ край Влашка Блаца. По-късно действа срещу българските чети в Мариово. След Младотурската революция в 1908 година се легализира. Убит е с предателство на 21 декември 1908 година.
- Илияс Фармакис
- Илияс Кундурас (Фармакис, прав), Георгиос Палас или Манолис (от Кожани, в центъра) и Емануил Сотириадис (Тромарас)[5][6]
- Емануил Сотириадис (в центъра) и Илияс Фармакис (вдясно)
- Илияс Фармакис в 1907 г.